# Олимпийский парк (вокзал)
Олимпийский парк — железнодорожный вокзал в посёлке городского типа Сириус одноименной первой в России федеральной территории, пассажирский терминал станции Имеретинский курорт Туапсинского региона Северо-Кавказской железной дороги. Олимпийский парк стал первым вокзалом в Российской Федерации, сертифицированным по зелёным стандартам BREEAM.

## История
Вокзал Олимпийский парк построен к Зимним Олимпийским играм 2014 года как основной транспортно-пересадочный узел (ТПУ) Олимпийского парка прибрежного кластера. Архитектурный облик вокзального комплекса «Олимпийский парк» был разработан архитектурной Студией 44 под руководством заслуженного архитектора России Никиты Игоревича Явейна. Строительство вокзала было выполнено НПО «Мостовик».
Вокзал украшен фонтанным комплексом.
До 15 марта 2016 года железнодорожная станция вокзала носила название Олимпийский парк. Затем станция была переименована в Имеретинский курорт, а вокзал сохранил своё название.

## Описание объекта
Вокзал находится в северной части Олимпийского парка пгт. Сириус в районе железнодорожной линии. В едином вокзальном комплексе расположена автостанция.
Пропускная способность железнодорожного вокзала Олимпийский парк рассчитана на пиковый пассажиропоток до 8500 в час. Единовременная вместимость вокзала дальнего и местного сообщения 1240 пассажиров, пригородного сообщения 1300 пассажиров. На привокзальной площади предусматривается зона посадки и высадки такси и автобусов. В составе вокзала расположены залы ожидания дальнего и пригородного сообщения, кассы, справочные, отделение «Почты России», предприятия торговли.
Вокзальный комплекс построен по высоким стандартам с использованием зелёных технологий ещё на этапе проектирования здания. Благодаря использованию мультифункциональных энергосберегающих стекол, затеняющих конструкций (ламелей) на фасаде, здание вокзала экономит энергоресурсы.

## Фотографии

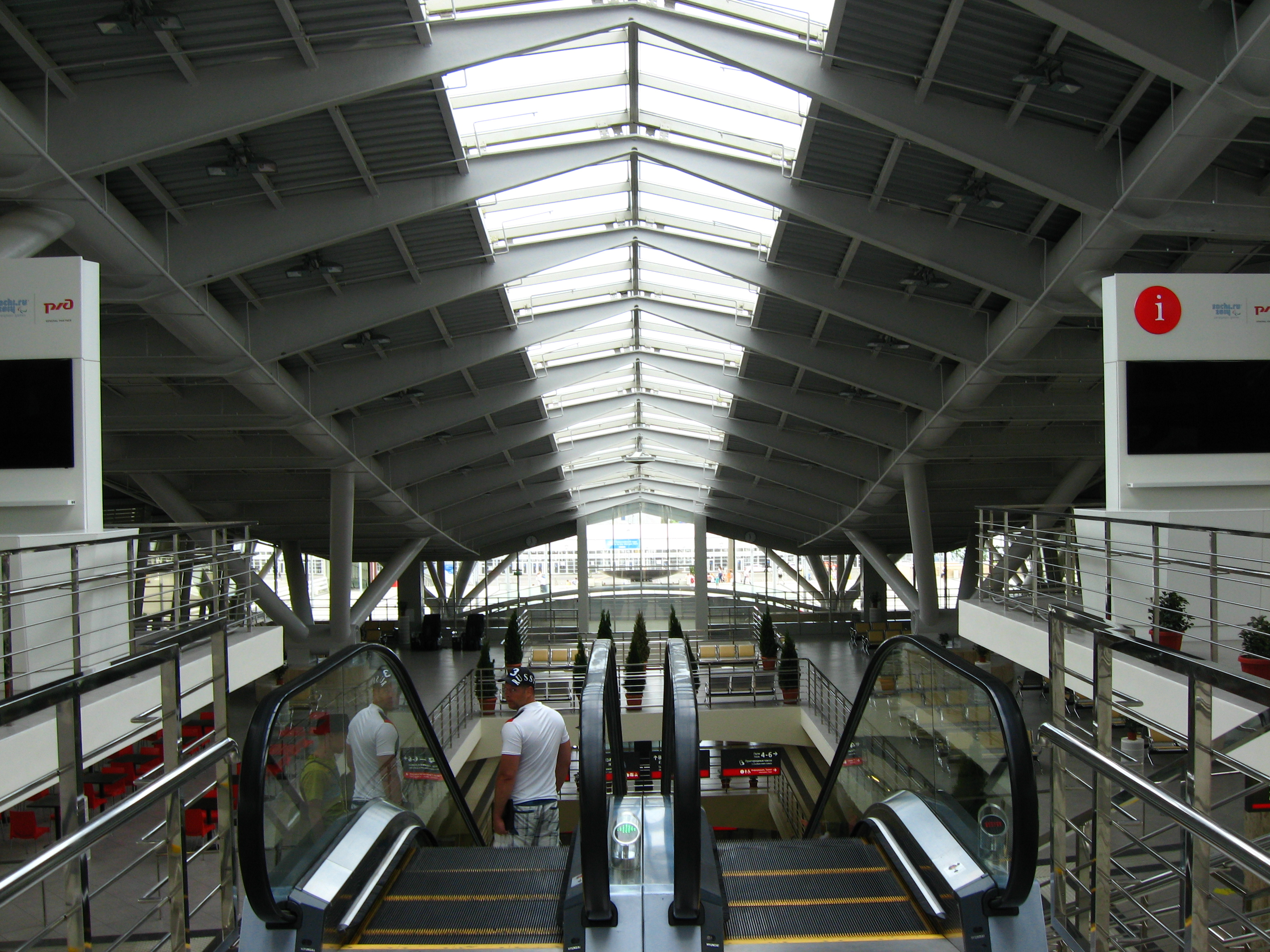
Интерьер вокзала
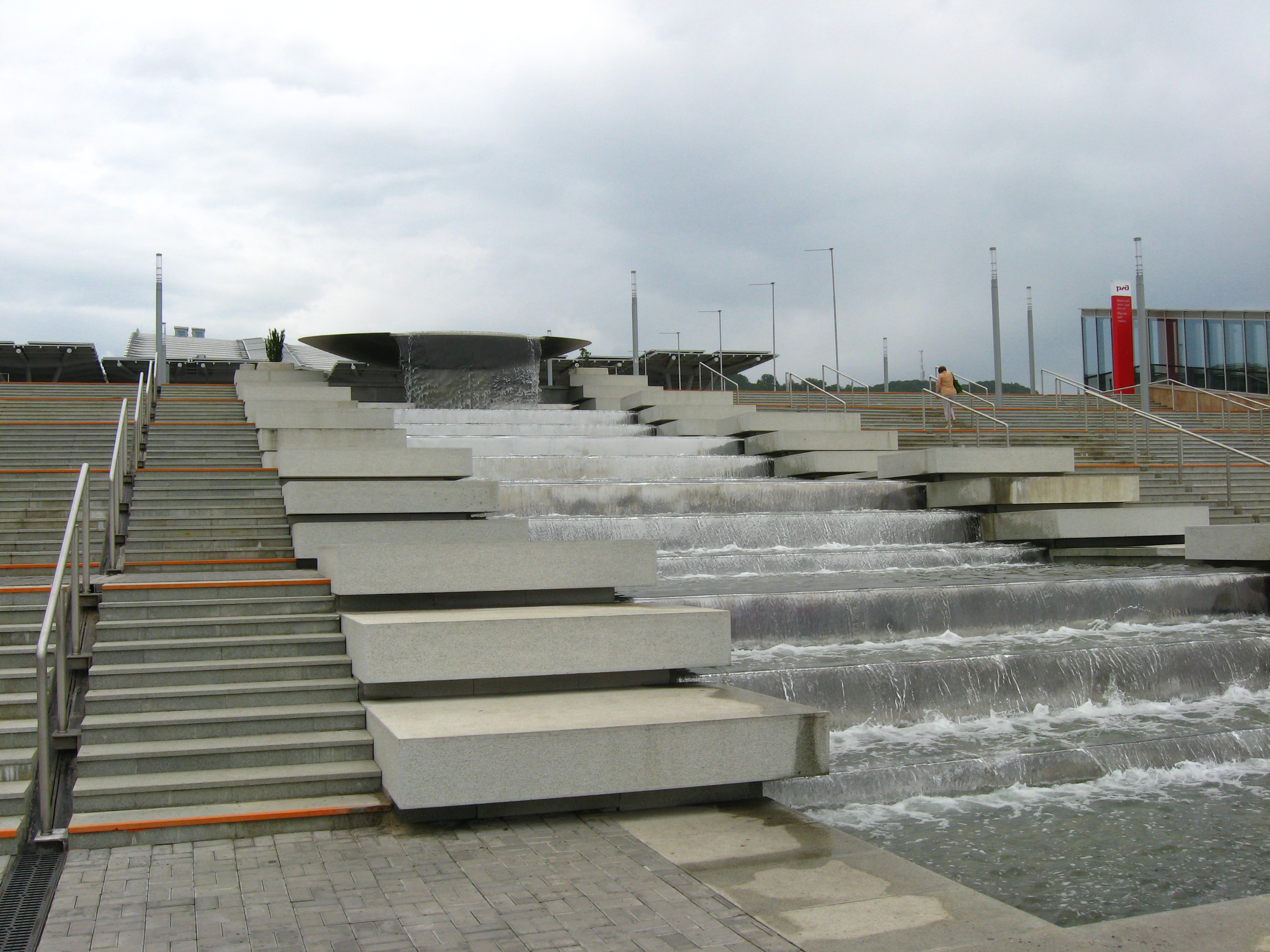
Фонтан рядом со зданием вокзала

## Направления
Со станции ежедневно отправляются 17 пар пригородных поездов до станций Сочи и Туапсе-Пассажирская, 2 пары пригородных поездов до станции Красная Поляна, в дни проведения международных соревнований количество пар достигает 100. Пригородные поезда сообщением Адлер — Гагра на станции не останавливаются.
Кроме того, на станции останавливаются поезда дальнего следования, направляющиеся в Сухум. По состоянию на май 2022 года по станции курсируют следующие поезда дальнего следования:
| Круглогодичное обращение поездов | Круглогодичное обращение поездов    | Круглогодичное обращение поездов | Круглогодичное обращение поездов    |
| № поезда                         | Маршрут движения                    | № поезда                         | Маршрут движения                    |
| -------------------------------- | ----------------------------------- | -------------------------------- | ----------------------------------- |
| 305                              | Москва — Сухум                      | 306                              | Сухум — Москва                      |
| 345                              | Нижневартовск — Имеретинский курорт | 346                              | Имеретинский курорт — Нижневартовск |
| 803 «Ласточка»                   | Краснодар — Имеретинский курорт     | 804 «Ласточка»                   | Имеретинский курорт — Краснодар     |
| 811 «Ласточка»                   | Майкоп — Имеретинский курорт        | 812 «Ласточка»                   | Имеретинский курорт — Майкоп        |
| 821 «Ласточка»                   | Краснодар — Имеретинский курорт     | 822 «Ласточка»                   | Имеретинский курорт — Краснодар     |

| Сезонное обращение поездов | Сезонное обращение поездов         | Сезонное обращение поездов | Сезонное обращение поездов         |
| № поезда                   | Маршрут движения                   | № поезда                   | Маршрут движения                   |
| -------------------------- | ---------------------------------- | -------------------------- | ---------------------------------- |
| 201                        | Москва — Имеретинский курорт       | 202                        | Имеретинский курорт — Москва       |
| 233                        | Екатеринбург — Имеретинский курорт | 234                        | Имеретинский курорт — Екатеринбург |
| 249                        | Новокузнецк — Имеретинский курорт  | 250                        | Имеретинский курорт — Новокузнецк  |
| 465                        | Астрахань — Имеретинский курорт    | 466                        | Имеретинский курорт — Астрахань    |
| 467                        | Смоленск — Имеретинский курорт     | 468                        | Имеретинский курорт — Смоленск     |
| 479                        | Санкт-Петербург — Сухум            | 480                        | Сухум — Санкт-Петербург            |
| 487                        | Самара — Сухум                     | 488                        | Сухум — Самара                     |
| 505                        | Саратов — Имеретинский курорт      | 506                        | Имеретинский курорт — Саратов      |
| 545                        | Орск — Имеретинский курорт         | 546                        | Имеретинский курорт — Орск         |
| 547                        | Москва — Сухум                     | 548                        | Сухум — Москва                     |
| 587                        | Москва — Имеретинский курорт       | 588                        | Имеретинский курорт — Москва       |